# Länsrätten i Örebro län
Länsrätten i Örebro län var en av Sveriges länsrätter. Dess domkrets omfattade Örebro län. Kansliort var Örebro. Länsrätten i Örebro län låg under Kammarrätten i Jönköping.

## Domkrets
Eftersom Länsrättens i Örebro län domkrets bestod av Örebro län, omfattade den Askersunds, Degerfors, Hallsbergs, Hällefors, Karlskoga, Kumla, Laxå, Lekebergs, Lindesbergs, Ljusnarsbergs, Nora och Örebro kommuner. Beslut av kommunala myndigheter i dessa kommuner överklagades därför som regel till Länsrätten i Örebro län. Mål om offentlighet och sekretess överklagades dock direkt till Kammarrätten i Jönköping.
Örebro län hör från den 15 februari 2010 till domkretsen för Förvaltningsrätten i Karlstad.

## Centrala statliga myndigheter vars beslut överklagades till Länsrätten i Örebro län
Det fanns inga stora, statliga myndigheter med säte i Örebro län. Länsrätten i Örebro län var emellertid särskilt utpekad som exklusiv domstol för mål som överklagades från Transportstyrelsens enhet Trafikregistret enligt lagen (2001:558) om Vägtrafikregistret. Det handlade bland annat om mål om avställning av fordon, registrering av ägarbyten av fordon, avregistrering av fordon, saluvagnslicens och ursprungskontroll.
Beslut av Skatteverket som överklagades till länsrätt skulle tas upp av Länsrätten i Örebro län om beslutet avsåg ärenden enligt
1. vägtrafikskattelagen (2006:227),
2. lagen (2006:228) med särskilda bestämmelser om fordonsskatt eller
3. lagen (1997:1137) om vägavgift för vissa tunga fordon.